# Блавацький Михайло Васильович
Миха́йло Васи́льович Блава́цький (31 липня 1958, село Запитів, Кам'янка-Бузький район, Львівська область) — український політик. Народний депутат України 7-го скликання.
У 1993 році закінчив економічний факультет Львівського сільськогосподарського інституту.
Був заступником директора ТОВ «Тесла Транс», котре спеціалізується на виробництві електротехнічних виробів.
2006–2012 рр. — депутат Львівської обласної ради.
На парламентських виборах 2012 року був обраний народним депутатом України від ВО «Свобода» (№ 17 у списку), був призначений головою підкомітету з питань удосконалення податкового законодавства та контролю за діяльністю податкових органів Комітету Верховної Ради з питань податкової та митної політики.